# Scrimă în fotoliu rulant

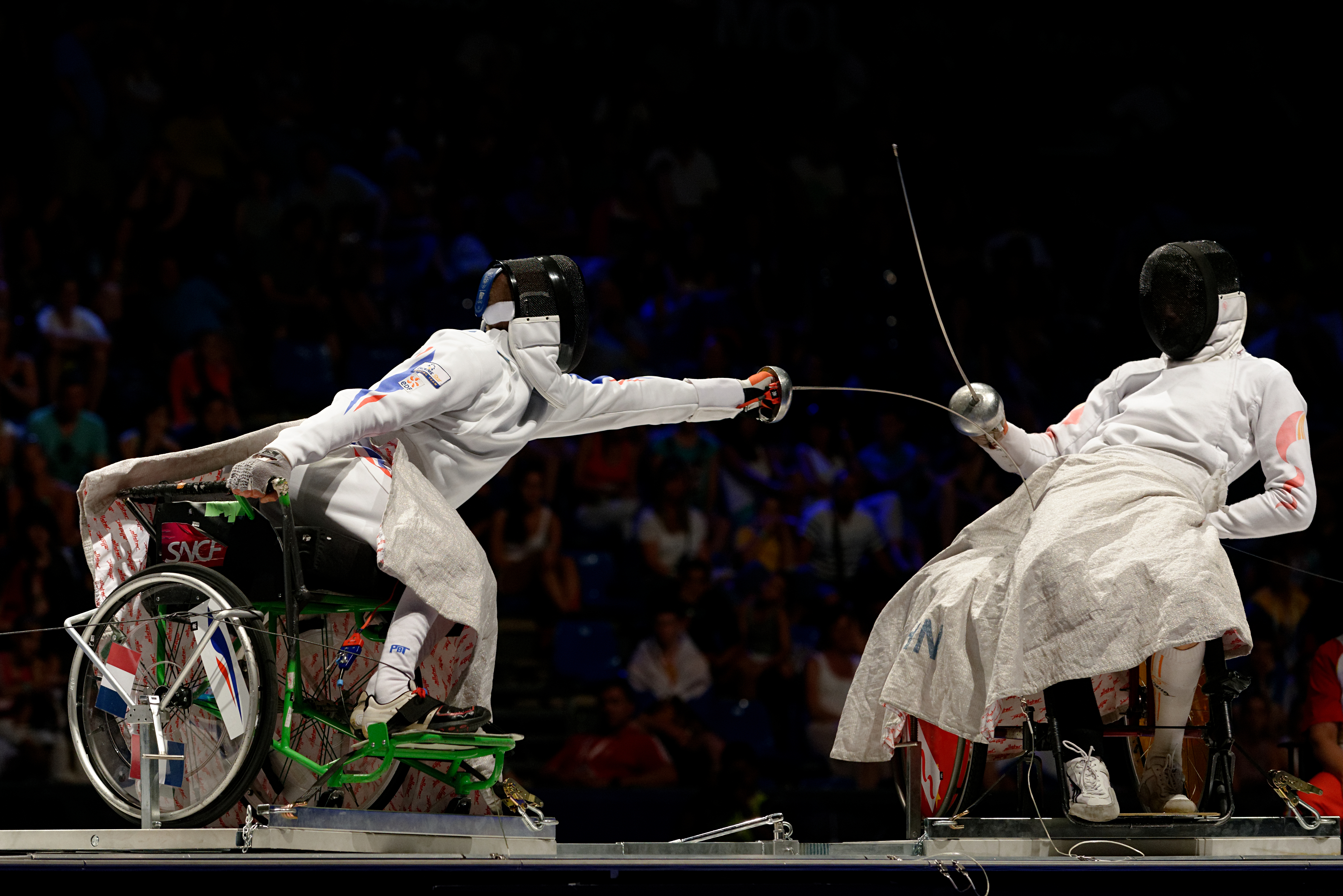
Finala probei de spadă A la Campionatul Mondial din 2013

Scrimă în fotoliu rulant este o formă a scrimei pentru persoanele cu dizabilități. Pe plan internațional, sportul este organizat și condus de Federația internațională de sporturi pentru persoanelor în fotoliu rulant și amputați, abreviată IWAS (International Wheelchair & Amputee Sports Federation în engleză), afiliată la Comitetul Internațional Paralimpic. 

## Istoric
Acest sport s-a născut la Spitalul Stoke Mandeville, în Regatul Unit, după cel de-al Doilea Război Mondial: medicul Sir Ludwig Guttmann a incurajat mutilați de război să practice sporturi, printre care scrima, baschetul și tirul cu arc. O probă demonstrativă de scrimă în fotoliu rulant a avut loc din cadrul „Jocurilor Stoke Mandeville” organizate în 1954. Încă din anul următor, o probă de sabie a fost inclusă în programul oficial a Jocurilor, apoi s-a adăugat o probă feminină, apoi probe de spadă. Acest sport a devenit paralimpic în 1960, încă din prima ediție a Jocurilor Paralimpice.

## Clasificare

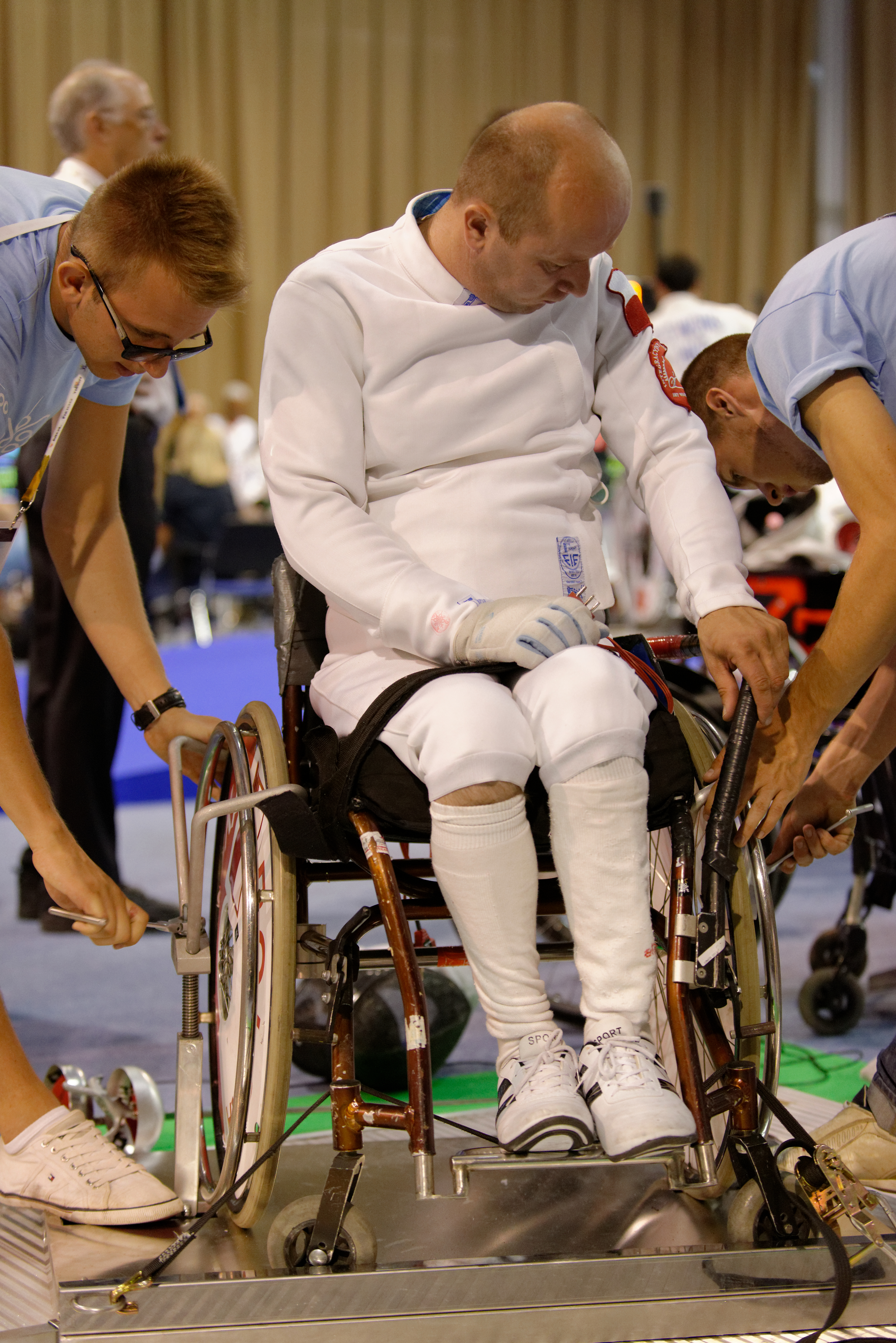
Fixarea fotoliului pe sol

Scrimerii sunt clasați în trei categorii:
- clasă A: cu echilibru al trunchiului
- clasă B: fără echilibru al trunchiului
- clasă C: tetraplegic (neinclusă în programul paralimpic)

Ca și la scrima fără dizabilități, scrimă în fotoliu rulant este un sport practicat și de femei, și de bărbați, unde există trei arme: floretă, spadă și sabie.

## Regulile
Ținta jocului este de a lovi adversarul pe suprafața valabilă: trunchiul la floretă, partea superioară a corpului (trunchiul, brațele și masca) la spadă și la sabie. Meciurile se decid în 15 tușe la individual și în 45 tușe pe echipe. Se trag trei reprize a câte trei minute, cu o pauză de un minut între două reprize, sau 15 tușe. În caz de egalitate se trage un minut de timp.
Fotolii sunt fixate pe pistă la un unghi de 110°. Distanța între fotolii depinde de arma și de înălțimea scrimerilor: la floretă, distanța este corectă dacă scrimerul cu cel mai scurt braț poate lovi pliul brațului adversarului cu vârful armei; la spadă și la sabie, vârful armei trebuie să atinge cotul adversarului. Punerea în gardă are loc fără contact între lamele. La floretă și la spadă, vârful nu trebuie să depășească cochilia adversarului; la sabie, lamele nu se pot intersecta.

## Legături externe
- Pagină Arhivat în 20 decembrie 2013, la Wayback Machine. pe site-ul lui IWAS
- Pagină pe site-ul Comitetului Internațional Paralimpic
- Paralympic Sports A-Z: Wheelchair fencing pe YouTube